# Charles Voisin
Charles Voisin (12. července 1882, Lyon – 26. září 1912, Belleville-sur-Saône) byl francouzský průkopník letectví, mladší bratr letce a konstruktéra Gabriela Voisina.
Ačkoliv je jeho starší bratr v počátcích letectví známější osobností, Charles provedl 16. března 1907 u Neuilly-Bagatelle let o délce 10 metrů  a stal se tak šestým člověkem na světě a prvním Francouzem letícím na stroji těžším vzduchu.
V roce 1906 založili Charles a Gabriel firmu Les Fréres Voisin, pozdější Aéroplanes Voisin. První úspěšný stroj postavili v roce 1907.
Charles Voisin zemřel při automobilové nehodě 26. září 1912 poblíž Belleville-sur-Saône. Při tomto incidentu byla zraněna i průkopnice letectví Raymonde de Laroche.